# Kamienica przy pl. Solnym 15 we Wrocławiu
Kamienica przy pl. Solnym 15 – zabytkowa kamienica przy Placu Solnym 15 we Wrocławiu.

## Historia i architektura kamienicy
Działka lokacyjna nr 15 była odnotowana już w XIV wieku, miała wówczas szerokość 40 łokci i należała do Piotra Stengila, rajcy, ławnika i posiadacza ziemskiego. Nowa kamienica murowana została wzniesiona w połowie XVI wieku. Według grafiki Friedricha Wernera była to wówczas trzykondygnacyjna, trzyosiowa kamienica z dwukondygnacyjnym szczytem. W osi wschodniej znajdował się portal wejściowy datowany na przełom XVI i XVII wieku. Był to łukowy portal, z węgarami dekorowanymi zdwojonymi pilastrami o prostych, profilowanych głowicach. Archiwolta była ozdobiona motywem fali, a w przyłuczach znajdowały się diamentowe bonie. W osi węgarów znajdowały się spływy wolutowe podtrzymujące belkowanie. U góry znajdował się trójkątny naczółek, a jego polu umieszczony był ornament okuciowy z lwimi głowami i puttami. Na środku umieszczony był kartusz z herbem prawdopodobnie rodziny von Eben und Brunn. Z prawej strony portalu, u dołu, znajdowało się okienko piwniczne w kamiennej opasce. Wizerunek portalu został przedstawiony na grafice Heinricha Mützela powstałej w 1825 roku.
W latach 20. XIX w. kamienica została przebudowana; dodano jedną kondygnację. Kolejne zmiany miały miejsce w drugiej połowie XIX wieku, przed 1893 rokiem. Zlikwidowano wówczas dwukondygnacyjny szczyt, a w jego miejsce dobudowano piątą kondygnację i pokryto płaskim dachem.
Obecnie jest to kamienica w formie historyzująco-eklektycznej o czterech osiach okiennych.